# Charles Perrin
Charles Jean Baptiste Perrin (Lione, 6 luglio 1875 – Lione, 26 marzo 1954) è stato un canottiere francese.
Partecipò all'Olimpiade 1900 di Parigi nella gara di quattro con, in cui vinse la medaglia d'argento assieme a Georges Lumpp, Daniel Soubeyran ed Émile Wegelin.

## Palmarès
| Anno | Manifestazione | Sede   | Evento                    | Risultato | Note |
| ---- | -------------- | ------ | ------------------------- | --------- | ---- |
| 1900 | Olimpiadi      | Parigi | Canottaggio - Quattro con | Argento   |      |